# Еліс Бакай
Еліс Бакай (алб. Elis Bakaj, нар. 25 червня 1987, Тирана, Албанія) — албанський футболіст, півзахисник, екс-гравець національної збірної Албанії. 
Відомий також виступами у складі інших албанських футбольних клубів, зокрема, «Партизані», тиранського «Динамо», а також українського «Чорноморця» з Одеси та румунського «Динамо» з Бухаресту. Золотий призер чемпіонату Албанії, володар кубка та суперкубка Албанії, а також фіналіст кубка України.

## Життєпис

### Клубна кар'єра
У дорослому футболі дебютував 2003 року виступивши за тиранський клуб «Партизані». Дебютний сезон 2003–2004 років для Еліса став одним із найкращих у кар'єрі: клуб став володарем кубка та суперкубка Албанії. А у сезоні 2007–2008 футболіст разом із командою став віце-чемпіоном Албанії. Всього албанець провів п'ять з половиною сезонів, взявши участь у 145 матчах: 136 у чемпіонаті, 2 у кубку, 6 у єврокубках та 1 у суперкубку Албанії. Всього Еліс забив за «Партизані» 25 м'ячів. Більшість часу, проведеного у складі команди, Бакай був основним гравцем команди.
Своєю грою за цю команду молодий півзахисник привернув увагу представників тренерського штабу тиранського клубу «Динамо», до складу якого приєднався 2009 року за 100 тис. €. Відіграв за динамівців наступні два сезони своєї ігрової кар'єри. Граючи у складі «Динамо» Еліс також здебільшого виходив на поле в основному складі команди. У складі «Динамо» був одним з головних бомбардирів команди, маючи середню результативність на рівні 0,45 голу за гру першості. Усього в національному чемпіонаті Бакай за два з половиною сезони провів 56 ігор та забив 28 голів, забив 4 голи з 5 матчів кубку, а також забив один гол у суперкубку.
У 2011 році албанець уклав контракт з румунським клубом «Динамо» (Бухарест), за який клуб найбільшу ціну у кар'єрі гравця — 250 тис. €. у складі якого провів наступні півтора сезону своєї кар'єри гравця. Тренерським штабом нового клубу також розглядався як гравець «основи». Але 27 лютого 2012 року Бакай був відданий в оренду одеському клубу «Чорноморець» за 85 тис. €.
Усього із початку 2012 року до закінчення оренди 30 червня 2012 року Бакай провів 11 матчів, у яких забив 4 голи. По закінченню оренди «Чорноморець» підписав контракт з албанцем на три роки. У середині наступного сезону 2012–2013, під час матчу із сімферопольською Таврією (що закінчився з рахунком 1:1) м'яч у ворота «кримчан» забив саме Еліс і цей гол за, думкою читачів журналу «Футбол 24», був найкращим у всьому 12 турі чемпіонату. У ході того ж сезону «Чорноморець» вийшов до фіналу Кубка України та зіграв у Суперкубку. Наступного ж сезону команда виступила у Лізі Європи, де півзахисник провів три матчі.
На початку 2014 року через надзвичайно важку суспільно-політичну ситуацію у країні футболіст розірвав контракт за обопільною згодою. Разом із ним «Чорноморець» покинула низка інших легіонерів, зокрема Франк Джа Джедже, Пабло Фонтанелло, Маркус Берґер, Андерсон Сантана та Сіто Рієра.
Вже через кілька днів після розірвання контракту з українським клубом албанський футболіст повернувся на батьківщину, де підписав контракт із місцевим футбольним клубом «Кукесі».. В червні 2014 року приєднався до «Скендербеу», але вже за місяць покинув клуб.
До складу клубу «Тирана» приєднався 19 липня 2014 року. За сезон встиг відіграти за столичну команду 27 матчів в національному чемпіонаті, в яких забив 13 голів, після чого перейшов в ізраїльський «Хапоель» (Раанана), але вже за кілька місяців повернувся в «Тирану».

### Збірна
У 2005 році дебютував у складі юнацької збірної Албанії, взяв участь у 3 іграх на юнацькому рівні. Протягом 2005–2007 років залучався до складу молодіжної збірної Албанії. На молодіжному рівні зіграв у 9 офіційних матчах, забив 2 голи.
21 листопада 2007 року дебютував в офіційних матчах у складі національної збірної Албанії. За час виступів за збірну проводив матчі у кваліфікаційних турнірах до Євро 2008 та Євро 2012. Усього станом на початок 2013 року провів 25 матчів (9 перемог, 5 нічиїх та 11 поразок) у збірній та забив один гол. Останній матч проведений за участю Еліса був проти грузинської збірної, під час якого албанці програли 2:1.
Всього провів у формі головної команди країни 27 матчів, забивши 1 гол.

## Статистика виступів

### Статистика клубних виступів
| Сезон                         | Команда                       | Чемпіонат                     | Чемпіонат | Чемпіонат | Національний кубок | Національний кубок | Національний кубок | Континентальні кубки | Континентальні кубки | Континентальні кубки | Інші змагання | Інші змагання | Інші змагання | Усього | Усього |
| Сезон                         | Команда                       | Ліга                          | Ігор      | Голів     | Ліга               | Ігор               | Голів              | Ліга                 | Ігор                 | Голів                | Ліга          | Ігор          | Голів         | Ігор   | Голів  |
| ----------------------------- | ----------------------------- | ----------------------------- | --------- | --------- | ------------------ | ------------------ | ------------------ | -------------------- | -------------------- | -------------------- | ------------- | ------------- | ------------- | ------ | ------ |
| 2003–04                       | «Партизані»                   | С                             | 8         | 0         | КА                 | 0                  | 0                  | -                    | -                    | -                    | -             | -             | -             | 8      | 0      |
| 2004–05                       | «Партизані»                   | С                             | 32        | 1         | КА                 | 0                  | 0                  | КУЄФА                | 2                    | 0                    | СА            | 1             | 0             | 35     | 1      |
| 2005–06                       | «Партизані»                   | С                             | 26        | 3         | КА                 | 0                  | 0                  | -                    | -                    | -                    | -             | -             | -             | 26     | 3      |
| 2006–07                       | «Партизані»                   | С                             | 29        | 5         | КА                 | 0                  | 0                  | КУЄФА                | 2                    | 1                    | -             | -             | -             | 31     | 6      |
| 2007–08                       | «Партизані»                   | С                             | 29        | 12        | КА                 | 1                  | 1                  | -                    | -                    | -                    | -             | -             | -             | 30     | 13     |
| 2008–09                       | «Партизані»                   | С                             | 12        | 2         | КА                 | 2                  | 1                  | КУЄФА                | 2                    | 0                    | -             | -             | -             | 16     | 3      |
| Усього за «Партизані»         | Усього за «Партизані»         | Усього за «Партизані»         | 136       | 23        |                    | 3                  | 2                  |                      | 6                    | 1                    |               | 1             | 0             | 146    | 26     |
| 2008–09                       | «Динамо» (Тирана)             | С                             | 13        | 4         | КА                 | 1                  | 0                  | -                    | -                    | -                    | -             | -             | -             | 14     | 4      |
| 2009–10                       | «Динамо» (Тирана)             | С                             | 29        | 15        | КА                 | 3                  | 1                  | ЛЄ                   | 2                    | 0                    | -             | -             | -             | 34     | 16     |
| 2010–11                       | «Динамо» (Тирана)             | С                             | 16        | 11        | КА                 | 1                  | 3                  | ЛЧ                   | 1                    | 0                    | СА            | 1             | 1             | 19     | 15     |
| Усього за «Динамо» (Тирана)   | Усього за «Динамо» (Тирана)   | Усього за «Динамо» (Тирана)   | 58        | 30        |                    | 5                  | 4                  |                      | 3                    | 0                    |               | 1             | 1             | 67     | 35     |
| 2010–11                       | «Динамо» (Бухарест)           | ЛI                            | 16        | 4         | КР                 | 3                  | 0                  | -                    | -                    | -                    | -             | -             | -             | 19     | 4      |
| 2011-12                       | «Динамо» (Бухарест)           | ЛI                            | 11        | 1         | КР                 | 2                  | 0                  | ЛЄ                   | 1                    | 0                    | -             | -             | -             | 14     | 1      |
| Усього за «Динамо» (Бухарест) | Усього за «Динамо» (Бухарест) | Усього за «Динамо» (Бухарест) | 27        | 5         |                    | 5                  | 0                  |                      | 1                    | 0                    |               |               |               | 33     | 5      |
| 2011-12                       | «Чорноморець»                 | ПЛ                            | 10        | 3         | КУ                 | 1                  | 1                  | -                    | -                    | -                    | -             | -             | -             | 11     | 4      |
| 2012–13                       | «Чорноморець»                 | ПЛ                            | 19        | 5         | КУ                 | 2                  | 1                  | -                    | -                    | -                    | -             | -             | -             | 21     | 6      |
| 2013-14                       | «Чорноморець»                 | ПЛ                            | 4         | 1         | КУ                 | 1                  | 1                  | ЛЄ                   | 3                    | 0                    | СУ            | 1             | 0             | 9      | 2      |
| Усього за «Чорноморець»       | Усього за «Чорноморець»       | Усього за «Чорноморець»       | 33        | 9         |                    | 4                  | 3                  |                      | 3                    | 0                    |               | 1             | 0             | 41     | 12     |
| 2013–14                       | «Кукесі»                      | С                             | 0         | 0         | КА                 | 0                  | 0                  | ЛЄ                   | -                    | -                    | -             | -             | -             | 0      | 0      |
| 2014–15                       | «Тирана»                      | С                             | 27        | 13        | КА                 | 5                  | 2                  | -                    | -                    | -                    | -             | -             | -             | 32     | 15     |
| 2015–16                       | «Хапоель» (Раанана)           | А                             | 1         | 0         | КІ+КЛ              | 0+4                | 1                  | -                    | -                    | -                    | -             | -             | -             | 5      | 1      |
| 2015–16                       | «Тирана»                      | С                             | 10        | 3         | КА                 | 2                  | 1                  | -                    | -                    | -                    | -             | -             | -             | 12     | 4      |
| Усього за «Тирану»            | Усього за «Тирану»            | Усього за «Тирану»            | 37        | 16        |                    | 7                  | 3                  |                      | -                    | -                    |               | -             | -             | 44     | 19     |
| Усього за кар'єру             | Усього за кар'єру             | Усього за кар'єру             | 292       | 83        |                    | 28                 | 13                 |                      | 13                   | 1                    |               | 3             | 1             | 336    | 98     |

### Статистика виступів за збірну
| Дата       | Місто          | Господарі          | Результат | Гості              | Турнір            | Голи | Примітки |
| ---------- | -------------- | ------------------ | --------- | ------------------ | ----------------- | ---- | -------- |
| 21-11-2007 | Бухарест       | Румунія            | 6 – 1     | Албанія            | Відбір до ЧЄ 2008 | -    | 83'      |
| 20-8-2008  | Тирана         | Албанія            | 2 – 0     | Ліхтенштейн        | товариський матч  | -    | 46'      |
| 28-3-2009  | Тирана         | Албанія            | 0 – 1     | Угорщина           | Відбір до ЧС 2010 | -    | 70'      |
| 12-8-2009  | Тирана         | Албанія            | 6 – 1     | Кіпр               | товариський матч  | -    | 73'      |
| 14-11-2009 | Таллінн        | Естонія            | 0 – 0     | Албанія            | товариський матч  | -    | 71'      |
| 3-3-2010   | Тирана         | Албанія            | 1 – 0     | Північна Ірландія  | товариський матч  | -    | 78'      |
| 25-5-2010  | Подгориця      | Чорногорія         | 0 – 1     | Албанія            | товариський матч  | -    | 81'      |
| 2-6-2010   | Тирана         | Албанія            | 1 – 0     | Андорра            | товариський матч  | -    | 58'      |
| 11-8-2010  | Дуррес         | Албанія            | 1 – 0     | Узбекистан         | товариський матч  | -    | 62'      |
| 12-10-2010 | Мінськ         | Білорусь           | 2 – 0     | Албанія            | Відбір до ЧЄ 2012 | -    | 76'      |
| 17-11-2010 | Корча          | Албанія            | 0 – 0     | Північна Македонія | товариський матч  | -    | 55'      |
| 9-2-2011   | Тирана         | Албанія            | 1 – 2     | Словенія           | товариський матч  | -    | 63'      |
| 26-3-2011  | Тирана         | Албанія            | 1 – 0     | Білорусь           | Відбір до ЧЄ 2012 | -    | 75'      |
| 20-6-2011  | Буенос-Айрес   | Аргентина          | 4 – 0     | Албанія            | товариський матч  | -    | 29' 67'  |
| 10-8-2011  | Шкодер (місто) | Албанія            | 3 – 2     | Чорногорія         | товариський матч  | -    | 53'      |
| 2-9-2011   | Тирана         | Албанія            | 1 – 2     | Франція            | Відбір до ЧЄ 2012 | -    | 70'      |
| 6-9-2011   | Люксембург     | Люксембург         | 2 – 1     | Албанія            | Відбір до ЧЄ 2012 | -    | 46'      |
| 7-10-2011  | Сен-Дені       | Франція            | 3 – 0     | Албанія            | Відбір до ЧЄ 2012 | -    | 63'      |
| 11-10-2011 | Тирана         | Албанія            | 1 – 1     | Румунія            | Відбір до ЧЄ 2012 | -    | 67'      |
| 11-11-2011 | Тирана         | Албанія            | 0 – 1     | Азербайджан        | товариський матч  | -    | 72'      |
| 15-11-2011 | Прілеп         | Північна Македонія | 0 – 0     | Албанія            | товариський матч  | -    | 36'      |
| 29-2-2012  | Тбілісі        | Грузія             | 2 – 1     | Албанія            | товариський матч  | -    | 76'      |
| 22-5-2012  | Мадрид         | Катар              | 1 – 2     | Албанія            | товариський матч  | 1    | 61'      |
| 27-5-2012  | Стамбул        | Албанія            | 1 – 0     | Іран               | товариський матч  | -    | 79'      |
| 15-8-2012  | Тирана         | Албанія            | 0 – 0     | Молдова            | товариський матч  | -    | 53'      |
| 14-11-2012 | Лансі          | Албанія            | 0 – 0     | Камерун            | товариський матч  | -    | 59'      |
| 6-2-2013   | Тирана         | Албанія            | 1 – 2     | Грузія             | товариський матч  | -    | 55'      |
| Усього     |                | Матчів             | 27        |                    | Голів             | 1    |          |

## Титули та досягнення

### Клубні

#### Албанія
«Партизані»
- Срібний призер чемпіонату Албанії (1): 2007–2008.
- Володар Кубка Албанії (1): 2003–2004.
- Володар Суперкубка Албанії (1): 2004.

«Динамо» Тирана
- Чемпіон Албанії (1): 2009–2010.

#### Україна
«Чорноморець» Одеса
- Фіналіст Кубка України (1): 2012–2013.

#### Білорусь
«Шахтар» Солігорськ
- Володар Кубка Білорусі: 2018-2019

«Динамо-Берестя»
- Володар Суперкубка Білорусі: 2020

### Індивідуальні
- Найкращий гравець албанської суперліги (2): 2009, 2010.
- Гравець сезону ФК «Динамо» Тирана (1): 2009–2010.
- Бомбардир сезону ФК «Динамо» Тирана (2): 2009–2010, 2010–2011.